# Propachytomoides pentlandensis
Propachytomoides pentlandensis är en stekelart som först beskrevs av Girault 1913.  Propachytomoides pentlandensis ingår i släktet Propachytomoides och familjen gallglanssteklar. Inga underarter finns listade i Catalogue of Life.